# سید محمدعلی آل‌هاشم
سیّد محمّدعلی آل‌هاشم (۲۷ مرداد ۱۳۴۱ – ۳۰ اردیبهشت ۱۴۰۳) امام جمعه تبریز و نماینده ولی فقیه استان آذربایجان شرقی بود. وی از سال ۱۳۸۸ تا ۱۱ تیر ۱۳۹۶ رئیس سازمان عقیدتی سیاسی ارتش جمهوری اسلامی ایران، عضو شورای مرکزی جامعه روحانیت مبارز تهران، عضو شورای سیاستگذاری ائمه جمعه، منتخب مردم استان آذربایجان شرقی در ششمین دوره مجلس خبرگان رهبری و عضو میز آذربایجان مجمع تشخیص مصلحت نظام نیز بود.
او که فرزند سید محمدتقی آل‌هاشم از روحانیون تبریز بود، تحصیلات مقدماتی خود را در تبریز انجام داد و سپس برای تحصیل علوم دینی به قم رفت. سید محمدعلی به مدت ۱۴ سال در درس خارج سید علی خامنه‌ای حاضر بوده است. وی در سانحه سقوط بالگرد همراه با سید ابراهیم رئیسی رئیس‌جمهور پیشین و چند نفر دیگر ۳۰ اردیبهشت ۱۴۰۳ کشته شد.

## زندگی
سید محمدعلی آل‌هاشم در ۲۷ مرداد ۱۳۴۱ در تبریز به دنیا آمد. پدرش سید محمدتقی آل‌هاشم از روحانیون برجستهٔ تبریز بود. او تحصیلات ابتدایی را تا دبیرستان در تبریز گذراند و سپس برای تحصیل علوم حوزوی به حوزه علمیه قم رفت. او تا مقطع سطح چهار حوزوی را سپری کرد. او همچنین مدت ۱۴ سال را در درس خارج سید علی خامنه‌ای حضور داشت و مدرک دکترای فقه و مبانی را نیز دریافت کرد.
آل‌هاشم در جنگ ایران و عراق نیز شرکت کرد. او از ۱۳۸۸ تا ۱۳۹۶ ریاست سازمان عقیدتی سیاسی ارتش جمهوری اسلامی را بر عهده داشت و با حکم خامنه‌ای به عنوان نماینده ولی‌فقیه در ارتش فعالیت می‌کرد.
او همچنین در مدرسه علمیه طالبیه تبریز به تدریس مشغول بود.
آل‌هاشم نخستین امام‌جمعه‌ای بود که در روزهای نخست مسئولیتش دستور داد تا نرده‌های موجود بین مردم و مسئولان در مصلای نماز جمعه تبریز برداشته شود. او مکرراً به بازار تبریز و پیشه‌وران آن‌جا سر می‌زد و سعی می‌کرد نزدیکی بیشتری با مردم تبریز داشته باشد.

## کشته‌شدن
در ۳۰ اردیبهشت ۱۴۰۳، بالگرد حامل وی همراه با سید ابراهیم رئیسی رئیس‌جمهور ایران، حسین امیرعبداللهیان وزیر امور خارجه، مالک رحمتی استاندار آذربایجان شرقی و چند تن از همراهانش در منطقه حفاظت‌شده دیزمار محدوده عمومی میان ورزقان و جلفا در استان آذربایجان شرقی دچار سانحه شده و همه سرنشینان آن کشته شدند.
به گفتهٔ محمدحسن نامی، رئیس سازمان مدیریت بحران، جسد کشته‌شدگان سوخته بود و تنها جسد آل هاشم از نظر ظاهری وضعیت بهتری داشت زیرا پس از سقوط بالگرد تا یک ساعت زنده بوده و با غلامحسین اسماعیلی، رئیس دفتر رئیس‌جمهور، تماس تلفنی برقرار کرده بود.
در جلسه مجلس خبرگان رهبری در ۱ خرداد همان سال، تصویر تزیین‌شده آل هاشم با گل بر روی صندلی وی قرار گرفت.

## آثار
- شمیم اخلاق و تربیت اسلامی[۹]
- سیره اخلاقی و تربیتی
- بررسی فقهی جنگ روانی